# Eukoenenia naxos
Eukoenenia naxos is een spinnensoort in de taxonomische indeling van de Palpigradi.
Het dier komt uit het geslacht Eukoenenia. Eukoenenia naxos werd in 1990 beschreven door Condé.